# Казмашево
Казма́шево (рос. Казмашево, башк. Ҡаҙмаш) — присілок у складі Абзеліловського району Башкортостану, Росія. Входить до складу Амангільдінської сільської ради.
Населення — 538 осіб (2010; 333 в 2002).
Національний склад:
- башкири — 100%